# 김민지 (1989년)
김민지(1989년 4월 4일 ~ )은 대한민국의 전직 전주문화방송의 아나운서였으며, 금융감독원 공보실 근무한다. 

## 학력
- 이화여자대학교 경영대학 (경영학 / 학사)
- 연세대학교 경제대학원 (석사)

## 경력

### 전주MBC 시절
- TV 뉴스투데이 전북권 여자앵커
- 김민지의 LP창고 DJ
- 라디오특진 DJ
- TV 930 뉴스 전북권 여자앵커
- 코미디파티
- TV 얼쑤 우리가락 MC
- TV 스페셜뷰 MC
- TV 이브닝뉴스 전북권 여자앵커
- 6시 퇴근길 김민지입니다 DJ

### 금융감독원 재직 중인
- 금융감독원 소셜 라이브 NOW 1332
- 그 외 각종 금융감독원 관련 광고